# Gebetsverbrüderung
|  | Dieser Artikel wurde aufgrund von akuten inhaltlichen oder formalen Mängeln auf der Qualitätssicherungsseite des Portals Christentum eingetragen. Bitte hilf mit, die Mängel dieses Artikels zu beseitigen, und beteilige dich bitte an der Diskussion. |

Die Gebetsverbrüderung zwischen Mönchen und Klöstern ist nicht nur ein Phänomen des christlichen Mittelalters soll aber hier anhand des hochmittelalterlichen benediktinischen Mönchtums erörtert werden.
Über das einzelne Kloster hinaus weist die Gebetsverbrüderung (societas fraternitatis), die die Mönche verschiedener Klöster miteinander vereinigte. Die überklösterliche Gebetsgemeinschaft war für das Totengedenken (memoria) für die verstorbenen Mönche der miteinander verbundenen Klöster zuständig und hatte z. B. im Rahmen der vom burgundischen Kloster Cluny ausgehenden Reformbewegung neue Impulse erhalten (wie z. B. den Allerseelentag). So waren gerade die hochmittelalterlichen Reformklöster durch Gebetsverbrüderungen und Verbrüderungsverträge verbunden. Ohne Anspruch auf Vollständigkeit seien erwähnt: 
- der Verbrüderungsvertrag zwischen Kloster St. Blasien und dem Kloster Reichenau (1086/88),
- die „Hirsauer“ Verträge zwischen St. Blasien auf der einen, Hirsau, Allerheiligen, St. Georgen und Petershausen auf der anderen Seite, zwischen Hirsau und Allerheiligen, zwischen Allerheiligen und Petershausen (ca. 1090),
- der Vertrag zwischen St. Blasien und dem Kloster Einsiedeln (1080/90er-Jahre),
- Einträge St. Georgener Mönche und Äbte im Alpirsbacher und Zwiefalter Nekrolog (1133, 12. Jh.),
- die St. Galler Gebetsverbrüderung u. a. mit Ettenheimmünster, St. Georgen und St. Trudpert (13. Jh., 1. Drittel).
- 5. April 1734: das Paderborner Abdinghofkloster, das Kloster Hardehausen und die Abtei Marienmünster[1]

Die Gebetsverpflichtungen schlugen sich in Verbrüderungslisten und Nekrologien (Namenverzeichnisse Verstorbener in Kalenderform) nieder. Eine moderne Form der „Verbrüderung“ / „Verschwisterung“ wurde im Reichenauer Münster aufgelegt. Im Zuge des 1300-Jahr-Jubiläums der Klosterinsel schuf eine Projektgruppe das „Reichenauer Buch der Verbundenheit 2024“. Besucher können sich im Münster St. Maria oder online eintragen.